# Konrad Nałęcki
Konrad Nałęcki (ur. 29 października 1919 w Piotrkowie Trybunalskim, zm. 28 maja 1991 w Warszawie) – polski reżyser, twórca m.in. serialu telewizyjnego Czterej pancerni i pies (1966–1970).

## Życiorys

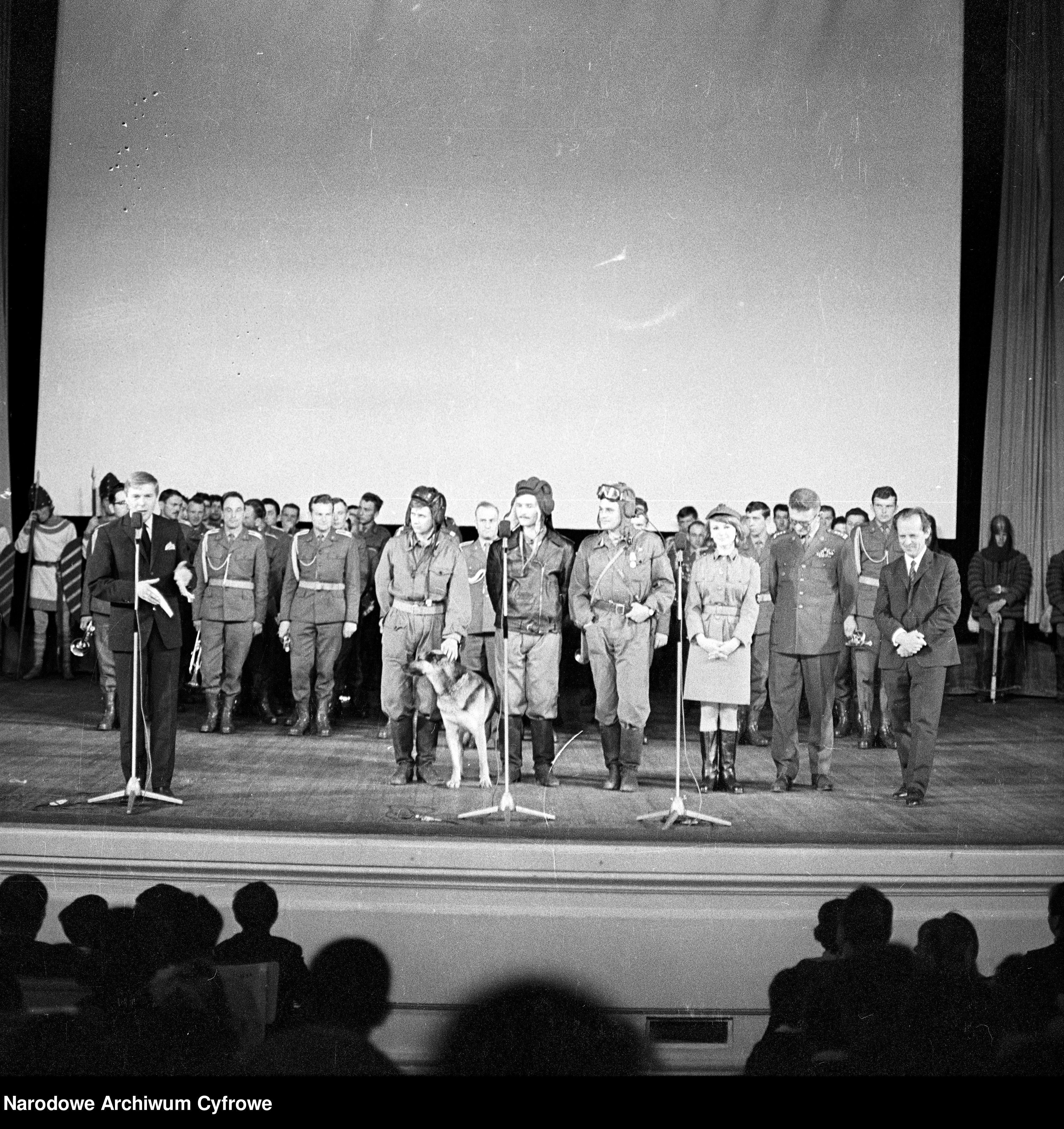
Premiera serialu Czterej pancerni i pies w Sali Kongresowej Pałacu Kultury i Nauki (1966), pierwszy z prawej reżyser Konrad Nałęcki

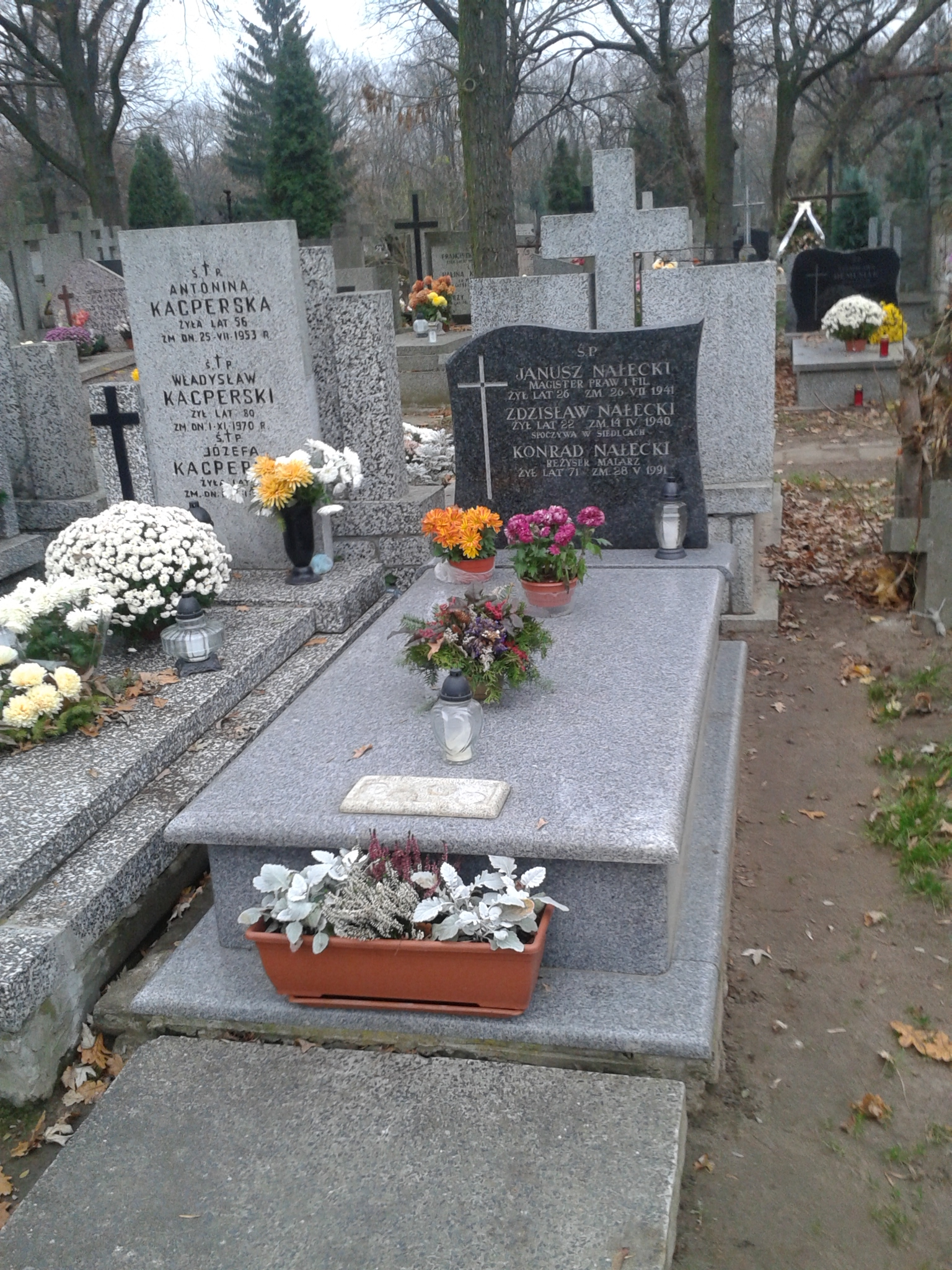
Grób Konrada Nałęckiego na cmentarzu Bródnowskim

Konrad Nałęcki urodził się w rodzinie kolejarskiej w Piotrkowie Trybunalskim. Uczęszczał do tamtejszego państwowego gimnazjum im. B. Chrobrego. Był w nim drużynowym IV drużyny harcerskiej. Po zdaniu matury w maju 1938 został skierowany przez komisję poborową do kompanii CKM-ów. Podchorążówkę w Częstochowie ukończył 29 lipca 1939. Brał udział w walkach pod Olsztynem k. Częstochowy.
9 września 1939 został ciężko ranny w drodze na Solec nad Wisłą. Z Solca był ewakuowany wraz z całym szpitalem do Lublina, do szpitala PCK, w którym przebywał do 9 listopada 1939. Zwolniony do domu kontynuował leczenie w Siedlcach. Do 1941 przebywał na wsi pod Siedlcami, utrzymując się z udzielania korepetycji. Od 1941 mieszkał w Wesołej pod Warszawą, pracując jako robotnik placowy w młynie na warszawskiej Pradze.
W połowie kwietnia 1945 został powołany do Ludowego Wojska Polskiego w stopniu porucznika. Starał się o zwolnienie z wojska chcąc podjąć studia. Zdemobilizowany jesienią 1946, zdał egzamin i rozpoczął studia na Akademii Sztuk Pięknych w Krakowie w pracowni prof. Hanny Rudzkiej-Cybisowej. Na akademii należał do „zespołu samokształceniowego” Związku Akademickiej Młodzieży Polskiej, przy kole naukowym ASP, któremu przewodniczył Andrzej Wróblewski. Należeli do niego Andrzej Strumiłło, Andrzej Wajda, Jan Tarasin.
W 1949 zmienił kierunek studiów. Po zdaniu egzaminów do Państwowej Wyższej Szkoły Filmowej im. L. Schillera w Łodzi, został przyjęty na drugi rok studiów. „Filmówkę” skończył w 1953 obroną pracy na temat „Środków plastycznego wyrazu w filmie współczesnym”.
W styczniu 1953 rozpoczął pracę jako asystent reżysera w Wytwórni Filmów Fabularnych w Łodzi. Od lat 60. realizował filmy w Przedsiębiorstwie Realizacji Filmów „Zespoły Filmowe”. W roku 1978 została mu przyznana „pierwsza kategoria reżysera filmu fabularnego”.
Zmarł 28 maja 1991. Pochowany na cmentarzu Bródnowskim (kwatera 24I-2-7).

## Filmografia

### Filmy o sztuce
- 1957: Ptaki w klatce – o twórczości Tadeusza Makowskiego (scenariusz i reżyseria, krótki metraż)
- 1957: Otwarcie i zamknięcie oczu – o twórczości Andrzeja Wróblewskiego (scenariusz i reżyseria, krótki metraż)
- 1962: Mansarda – film fabularny o życiu Aleksandra Gierymskiego (reżyseria i współautorstwo scenariusza)
- 1964: Zygmunt Waliszewski (scenariusz i reżyseria, krótki metraż)
- 1967: Artysta – o twórczości artystów: poety Juliana Przybosia, malarzy: Jana Tarasina, Jerzego Mierzejewskiego i Jerzego Tchórzewskiego, kompozytora Wojciecha Kilara i tancerza Stanisława Szymańskiego (scenariusz i reżyseria, średni metraż)
- 1967: festiwal filmów o sztuce we Włoszech, pokaz 3 filmów Nałęckiego
- 1970: Magia Jerzego Nowosielskiego (scenariusz i reżyseria, średni metraż)
- 1973: Dagny znaczy Jutrzenka – o Dagny Przybyszewskiej – widowisko TV – scenariusz i reżyseria
- 1973: Pamiętnik Tadeusza Makowskiego – film TV, 50 min, scenariusz i reżyseria

### Wybrane filmy fabularne, seriale TV
- 1956: Dwoje z wielkiej rzeki – debiut (również scenariusz)
- 1959: Biały niedźwiedź – reżyser Jerzy Zarzycki (Konrad Nałęcki II reżyser i współtwórca scenariusza)
- 1960: Drugi człowiek – reżyseria, współautorstwo scenariusza
- 1960: Spotkanie w mroku – reżyser Wanda Jakubowska (II reżyser Konrad Nałęcki)
- 1961: I ty zostaniesz Indianinem
- 1963: Mansarda – reżyseria, scenariusz
- 1965–1966: Czterej pancerni i pies – 8 odcinków, serial TV – reżyseria, (scenariusz J. Przymanowski, St. Wohl)
- 1968–1969: Czterej pancerni i pies – 13 odcinków – reżyseria (scenariusz J. Przymanowski, Maria Przymanowska, St. Wohl)

Z powodu choroby reżysera Konrada Nałęckiego jeden odcinek reżyserował Andrzej Czekalski, oraz jeden Henryk Kluba.
- 1974: Mniejszy szuka Dużego – (według powieści Wiktora Woroszylskiego) scenariusz i reżyseria
- 1977: Wszyscy i nikt – reżyseria
- 1978–1979: Ród Gąsieniców – serial TV, 6 odcinków. – według powieści J. Kapeniaka, scenariusz i reżyseria

## Publikacje K. Nałęckiego
- „Kompozycja obrazu w filmach dźwiękowych” Eizensteina (kwartalnik filmowy 28/52)
- „O wykorzystywaniu tradycji malarstwa w sztuce filmowej” Nr30/52 Nowa Kultura
- „Styl plastyczny filmu „HAMLET” L. Oliviera – Przegląd Kulturalny nr 5 i 6/52

## Odznaczenia
- Odznaka Grunwaldzka
- Złoty Krzyż Zasługi (1967)
- Brązowy Medal „Za zasługi dla obronności kraju” (1967)
- Złota Odznaka Honorowa Towarzystwa Przyjaźni Polsko-Radzieckiej (1967)[1]
- za serial „Czterej pancerni i pies”:
  - Zespołowa Nagroda Ministra Kultury i Sztuki I stopnia;
  - Zespołowa nagroda I stopnia Ministra Obrony Narodowej